# Nelly-Sachs-Preis
Der Nelly-Sachs-Preis ist ein von der Stadt Dortmund zu Ehren von Nelly Sachs zweijährlich jeweils im Dezember verliehener Literaturpreis. Er wird an Personen vergeben, die
... überragende schöpferische Leistungen auf dem Gebiet des literarischen und geistigen Lebens hervorbringen und die insbesondere eine Verbesserung der kulturellen Beziehungen zwischen den Völkern zum Ziel haben, die sich der Förderung der zwischenstaatlichen Kulturarbeit als eines neuen und verbindenden Elementes zwischen den Völkern besonders angenommen haben, die in ihrem Leben und Wirken die geistige Toleranz und Versöhnung unter den Völkern verkündet und vorgelebt haben.
Der Preis ist mit 15.000 Euro dotiert.
Aufgrund der Haushaltslage konnte der Preis im Jahre 2009 nicht vergeben werden, und die nominierte Preisträgerin für 2009 konnte den Preis erst 2010 in Empfang nehmen.
2019 sollte der Preis an die Schriftstellerin Kamila Shamsie verliehen werden. Nach Protesten gegen die Vergabe kündigte die Jury an, die Preisvergabe zu überprüfen, und teilte nach der Überprüfung mit, dass 2019 keine Preisvergabe erfolge. Als Begründung führte sie aus: „Die politische Positionierung von Kamila Shamsie, sich aktiv am Kulturboykott als Bestandteil der BDS-Kampagne (Boykott-Deinvestitionen-Sanktionen) gegen die israelische Regierung zu beteiligen, steht im deutlichen Widerspruch zu den Satzungszielen der Preisvergabe und zum Geist des Nelly-Sachs-Preises.“ In einem offenen Brief in der London Review of Books wandten sich daraufhin mehr als 250 internationale Autoren gegen die Entscheidung der Jury.

## Preisträger
- 1961: Nelly Sachs
- 1963: Johanna Moosdorf
- 1965: Max Tau
- 1967: Alfred Andersch
- 1969: Giorgio Bassani
- 1971: Ilse Aichinger
- 1973: Paul Schallück
- 1975: Elias Canetti
- 1977: Hermann Kesten
- 1979: Erich Fromm
- 1981: Horst Bienek
- 1983: Hilde Domin
- 1985: Nadine Gordimer
- 1987: Milan Kundera
- 1989: Andrzej Szczypiorski
- 1991: David Grossman
- 1993: Juan Goytisolo
- 1995: Michael Ondaatje
- 1997: Javier Marías
- 1999: Christa Wolf
- 2001: Georges-Arthur Goldschmidt
- 2003: Per Olov Enquist
- 2005: Aharon Appelfeld
- 2007: Rafik Schami
- 2009: Margaret Atwood
- 2011: Norman Manea
- 2013: Abbas Khider
- 2015: Marie NDiaye
- 2017: Bachtyar Ali
- 2019: Vergabe ausgesetzt
- 2021: Katerina Poladjan
- 2023: Saša Stanišić